# Jacques Despierre (peintre)
Pour les articles homonymes, voir Jacques Despierre (homonymie) et Despierre.
 (juin 2016).
Jacques Despierre, nom d'artiste Jacques Eugène Ceria, né le 7 mars 1912 à Saint-Étienne et mort le 5 décembre 1995 à Clichy, est un peintre français.

## Biographie
Jacques Despierre étudie l'art avec son père le peintre Ceria. Formation à l'École des beaux-arts dans l'atelier de Lucien Simon.  Il est ami, entre autres, avec Jacques Villon, Marcel Gromaire et Charles Dufresne.

## Réception critique
Despierre s’intéresse aux recherches des cubistes de la Section d’Or. L'architecture se lie à la nature. Fouillée et épurée, géométrique et élancée, toute son œuvre offre des compositions colorées et particulièrement dynamiques.
À l'image du cubisme, sa peinture peut se justifier et se rattacher aussi à celle de Cézanne par la recherche d'une solidité et d'une densité en réaction aux recherches des effets lumineux et atmosphériques des cubistes synthétiques qui, du moins dans un certain nombre de tableaux, tendent à géométriser les volumes dans des papillotements de couleurs. À l'Académie des Beaux-Arts, M. Chu Teh-Chun a lu, à l'occasion de son installation comme membre de la section peinture : « La lumière y est si douce qu'elle communique à l'atmosphère une sorte de couleur sentimentale. [...] Quand il parcourt les canaux de Venise ou les ports de Hollande, il fixe sur la toile le mystérieux dialogue du ciel et de l'eau. Il en arrive ainsi, par dépouillement progressif, à ces batailles du gris et du blanc où, note Jean Bouret, seule compte l'arabesque d'un trait de construction. »[réf. nécessaire]

## Production artistique

### Expositions
- 1959, Le pétrole vu par 100 peintres, musée Galliera[1]
- 1973, Jacques Despierre à la Monnaie de Paris ; dessins, peintures, intégrale des médailles et plaquettes[2]

### Peintures murales
- Les jeux de l'eau, qui fait partie d'un ensemble de 6 peintures ornant le réfectoire du lycée Gustave-Monod à Enghien-les-Bains[3], au titre du 1 % artistique qui compte au nombre des premiers décors en France répondant à l'arrêté du 18 mai 1951 sur les travaux ornementaux en matière d'architecture scolaire.
- La Crucifixion, sur toile marouflée, chevet de l'église Notre-Dame-de-l'Assomption de la Sainte-Vierge d'Oresmaux.

### Ouvrages illustrés
- François Mauriac, Œuvres romanesques, 2 tomes, Flammarion, Paris, 1965.
- Saint Augustin, La Cité de Dieu, traduction du chanoine Gustave Combès précédée d'une étude de Maurice de Gandillac, Le Club du Livre, Philippe Lebaud Éditeur, Paris, 1977 ; Lithographies en couleurs.